# Darmstädter FC
Der Darmstädter Fußballclub war ein Fußballverein aus Darmstadt, der in den Anfangsjahren des Fußballs in Deutschland reüssierte.

## Geschichte
Der Darmstädter FC gründete sich 1897. Die erste Teilnahme an der süddeutschen Meisterschaft ist für die Spielzeit 1900/01 belegt, dabei scheiterte die Mannschaft mit einer deutlichen 0:15-Niederlage am späteren Titelträger Karlsruher FV. In der folgenden Spielzeit scheiterte sie am Frankfurter Klub Frankfurter FC Germania 1894 in der regionalen Vorausscheidung. Die Meisterschaft 1902/03 verlief hingegen für sie erfolgreicher, als erst im Halbfinale gegen den 1. Hanauer FC 93 die Segel gestrichen wurden. Für die beiden folgenden Spielzeiten ist eine Teilnahme des Klubs dokumentiert, die Halbfinalteilnahme blieb jedoch ein einmaliger Erfolg.
In der Folge verdrängte der Lokalrivale FK Olympia 1898 den Darmstädter FC als lokal führende Kraft und war nach dem Aufstieg 1909 die einzige Darmstädter Mannschaft in einer der vier Kreisliga des Süddeutschen Fußball-Verbands. Im August 1904 trat der Darmstädter FC dem 1899 gegründeten Akademischen Sport-Club Darmstadt bei.